# Сремски фронт
Сремски фронт (хрв. Srijemski front, њем. Syrmienfront) био је утврђена одбрамбена линија Вермахта и Хрватских оружаних снага, која је дјеловала у Срему и дијелу источне Славоније током Другог свјетског рата, тачније од 23. октобра 1944. до 13. априла 1945. године.
Сремски фронт је образовала Група армија „Ф” послије пораза у Србији, како би обезбиједила повлачење њемачких трупа из Грчке, Албаније и јужних делова Југославије на територију Хрватске (НДХ) и спријечила напредовање Црвене армије и Народноослободилачке војске Југославије (НОВЈ) ка Осијеку и Загребу. Сремски фронт се налазио на споју њемачких група армија „Југ” и „Ф” и штитио је јужни бок њемачких армија на Источном фронту, а повезивао је источни и италијанско ратиште. Сремском фронту је додијељена кључна улога у систему одбране Групе армија „Ф”.
Израз „Сремски фронт” усвојиле су и њемачка и југословенска команда. Сремски фронт је за НОВЈ био дио општејугословенског фронта, као и стратешки фронт Антихитлеровске коалиције.
Борбе на Сремском фронту трајале су 172 дана и биле су најтеже, жестоке и најдуже међу биткама Народноослободилачког рата у Југославији. У различито вријеме у борбама су учествовале јединице 2. оклопне армије и поражене Армијске групе „Србија”, 68. армијски корпус,  Корпусна група „Киблер”, а затим њемачко-хрватске трупе 34. армијског корпуса. Њима су се у различитим периода супротстављали 1. пролетерски корпус (од 1. јануара 1945 — 1. армија), формације и јединице 12. војвођанског корпуса и 3. армије НОВЈ, 68. стрељачког корпуса Трећег украјинског фронта, дивизије 1. бугарске армије, бригаде Сремске оперативне зоне Главног штаба НОВ и ПО Војводине, Авио-групу генерала Витрука, италијанску партизанску бригаду „Италија” и низ других војних формација.
Борбе на Сремском фронту завршене су пробојем њемачко-хрватске одбране 12—13. априла 1945. и напредовањем трупа Југословенске армије до Загреба, Словеније и аустријске границе.
Историја Сремског фронта једна је од тема, на којима се у Србији гради култура сјећања на догађаје из Другог свјетског рата у Југославији. Послије рата на подручју општине Шид подигнуто је Спомен-обиљежје „Сремски фронт”, данас непокретно културно добро од изузетног значаја.

## Стратешки значај Срема
Срем је дио Панонске низије (Средњедунавске равнице) која се налази између ријека Дунава и Саве. Кроз њену територију пролазе важне комуникационе линије које од Београда воде према Славонском Броду и Загребу. Због тих комунационих линија, Срем се сматрао важним правцем за офанзивне операције НОВЈ и Црвене армије након ослобођења Београда. Срем је у њемачким војним плановима до краја 1944. заузимао посебном мјесто везано за повлачење главних снага Групе армија „Е” из Грчке, које је почело 3. октобра 1944. године. Ова групација је била потчињена Главнокомандујућем Југоистока и састојала се од 350 хиљада људи. Након сузбијања њемачког правца повлачења преко Скопља, Ниша и Београда, извршено је повлачење Групе армија „Е” долином Ибра и Западне Мораве, правцем Скопље — Косовска Митровица — Краљево — Чачак — Ужице — Вишеград, а такође и кроз Санџак правцем Рашка — Нови Пазар — Пријепоље — Вишеград. Од Вишеграда је пут пролазио до Сарајева и даље долином Босне до Славонског Брода. Одбраном линије комуникације Београд — Славонски Брод — Загреб, њемачка линија одбране у Срему обезбиједила је очување путева повлачења Групе армија „Е” на територију Хрватске. Војне јединице које су долазиле из Грчке, биле су даље ангажоване у Барањи, на Сремском фронту, у Мађарској и источној Босни.

## Предисторија
Послије пораза њемачке Армијске групе „Србија” током Београдске операције, одбрану источних граница Срема и Хрватске у цјелини обезбјеђивала је 2. оклопна армија Групе армија „Ф”. Слом њемачког фронта у Србији довео је до губитка везе армије са јужним крилом Групе армија „Југ” и створио пријетњу од губитка контакта са трупама Групе армија „Е”. У исто вријеме, ове посљедње су биле у планинама средњег Балкана, које су се протезале од Грчке до долина Ибра и Дрине. У овој ситуацији, командант армије, генерал Максимилијан де Ангелис, сматрао је дејство Црвене армије (РСЦА) на ријечним долинама Дунава, Саве и Драве главном пријетњом снагама на југоистоку. Стога је примарни задатак армије био стварање нове линије одбране у Срему и успостављање везе између њеног лијевог и десног крила Групе армија „Југ”.
Трупе 4. механизованог и 75. стрељачког корпуса 3. украјинског фронта, заједно са јединицама 1. армијске групе НОВЈ, ослободиле су 20. октобра 1944. Београд, главни град Југославије. Њемачки губитак Београда и Корпусне групе „Штетнер” (опкољени јужно од града) отворио је пут совјетским и југословенским трупама на запад и створио пријетњу бочног обиласка њемачких положаја, на Дунаву и Сави. С тим у вези, команда Групе армија „Ф” страховала је од накнадног напада совјетских моторизованих јединица на Сремску Митровицу, који би одсјекао њемачке трупе у Срему и на Тиси од снага групе армија. Да би се избјегао овакав развој дођаја, штаб 2. оклопне армије планирао је да своје јединице повуче из источног Срема ка западу на повољнији тетивски положај у Срему и Славонији, ослањајући се на бокове на Сави и Дунаву. Ова позиција, названа „линија Нибелунга” ишла је дуж корита ријека Дрине и Босута и даље источно од града Шида до Дунава код Опатовца. Да би се купило вријеме за јачање „линије Нибелунга”, план за повлачење трупа предвиђао је досљедњу одбрану на шест међулинија.
Пријетња од напада совјетске моторизоване пјешадије на Сремску Митровицу коју су Нијемци очекивали, није потврђена плановима команде Црвене армије, пошто је након ослобођења Београда и пораза групације њемачких трупа у Србији, Генералштаб оријентисао 3. украјински фронт на прегрупацију главних снага из Београда на сјеверозападни правац, повлачење 57. армије у рејон Сомбора и каснију офанзиву на запад долином Драве уз уклињавање између њемачких група армија „Југ” и „Ф”. Директивом Ставке Врховне главне команде од 18. октобра 1944. № 220244, команданту 3. украјинског фронта наређено је да повуче један стрељачки корпус, који се састоји од три стрељачке дивизије, на сјеверну обалу Дунава и, најкасније до 25—27. октобра 1944, снагама овог корпуса заузме одбрамбени положај дуж Дунава на сектору Сомбор — Нови Сад у циљу покривања лијевог крила трупа 2. украјинског фронта.
У међувремену, послије ослобођења Београда, јединице НОВЈ и 3. украјинског фронта наставиле су офанзиву у Срему, Бачкој и Србији јужно од Саве и Дунава. Врбас, Кула, Бачка Паланка и Рача Крагујевачка заузети су 20. октобра, Сомбор и највећи град Шумадије Крагујевац су заузети 21. октобра, а Земун, Стара Пазова, Инђија, Тител, Оџаци и Кнић су заузети 22. октобра. Нови Сад, Петроварадин, Сремски Карловци и Шабац су заузети 23. октобра, а Апатин 24. октобра. Тако су трупе Црвене армије и НОВЈ стигле до Дунава цијелом дужином од југословенско-мађарске границе на сјеверу до Бачке Паланке и Илока на Југу.
Даље, 3. украјински фронт је започео пребацивање својих главних снага на сјевер. Истовремено, 12. војвођански корпус, који је прешао Саву током 22. октобра, заједно са 6. личком пролетерском дивизијом, бригадама Сремске оперативне зоне Главног штаба НОВ и ПОЈ Војводине и једним бројем артиљеријских и пјешадијских јединица 64. стрељачког корпуса, отпочеле су 23. октобра борбе на Сремском фронту и 24. октобра стигле на линију Шатринци — Путинци — Добринци — Буђановци, наспрам прве њемачке одбрамбене линије, такозване „смеђе линије”.

## Сремски фронт (23. октобар — 30. новембар 1944)

### Сврха стварања фронта и његова важност
Стварање фронта у Срему требало је да спријечи напредовање совјетских и југословенских трупа ка западу, као и да обезбиједи повлачење 350.000 припадника Групе армија „Е” из Грчке. Сремски фронт се налазио на споју њемачких група армија „Југ” и „Ф” и штитио је јужни бок њемачких армија на Источном фронту, а повезивао га је и преко југословенске територије са италијанским ратиштем. Сремском фронту је додијељена кључна улога у систему одбране Групе армија „Ф”.
Како биљежи историчар Никола Тошић Малешевић, утврђене линије које су Нијемци створили између Саве и Дунава почеле су да се називају Сремским фронтом почетком новембра 1944. године. Израз „Сремски фронт” усвојиле су и њемачка и југословенска команда. Сремски фронт је за НОВЈ био дио општејугословенског фронта, као и стратешки фронт Антихитлеровске коалиције.

### Формирање и стабилизација фронта
Послије пораза у бици за Београд, њемачке трупе у Срему су избјегле обруч. Према историчару Клаусу Шмидеру, „Руси и партизани” су полако прогонили Нијемце. У дејствима совјетских трупа јужно од Саве, њемачка страна није открила намјере наступања са снагама које се налазе у рејону Београда у правцу Дрине или намјере да ударе у позадину њемачких трупа у Срему. У тим условима, команда 2. оклопне армије, одговорна за организовање одбране у Срему, успјела је да окупи остатке бројних јединица Армијске групе „Србија” и за кратко вријеме створи нови фронт на линији Дунав — Сава. Главнокомандујућем Југоистока 25. октобра постало је јасно да 3. украјински фронт премјешта 4. гардијски механизовани корпус на сјевер. То је наговијестило да ће главни совјетски удар бити изведен не у Срему, него у Мађарској.
Изградња првих одбрамбених линија у Срему почела је 24. септембра 1944. по наређењу команданта 2. оклопне армије генерала артиљерије Максимилијана де Ангелиса. У планирање и изградњу упоришта биле су укључене инжењерска јединица 2. оклопне армије, фолксдојчери и српско цивилно становништво. Укупно је припремљено седам линија одбране које су чиниле јединствену Сремску утврђену зону. Свака линија је имала своје кодно име. Налазили су се од истока према западу сљедећим редослиједом: смеђа, зелена, жута, црна, црвена, Нибелунгова и поново зелена линија. У појединим селима између Босута и Саве подигнута су посебна упоришта. Дубина одбране достигла је 100 м. Одбрамбени систем је обухватао непрекидне ровове, комуникационе пролазе, осматрачнице, дрвено-земљане бункере, митраљеска гнијезда са обученим секторима ватре, као и минска поља.
Док је Срем био позадина, овдје стациониране војне формације биле су потчињене команданту позадинске области 582. армије (њем. Kommandant des rückwärtigen Armeegebiets 582) и обухватале су три полицијска добровољачка пука СС-а, један позадински пук, 7 дивизиона ПВО-а, транспортни заштитни пук и низ других њемачких и хрватских безбједносних и жандармских јединица. Ради обезбјеђивања повлачење трупа из источног Срема и организовања одбране на новој линији фронта, Група армија „Ф” издала је 19. октобра 1944. наређење штабу 2. оклопне армије да формира команду 68. армијског корпуса у саставу командног кадра Корпусне групе „Шнекенбургер”, ослобођеног послије Београда, и службеника штаба 68. армијског корпуса пристиглих из Грчке, као и дивизијског штаба за нарочиту употребу »Штефан« . Штаб „Штефан” је 23. октобра пренио команду над војним јединицама Срема на новостворену Дивизијску групу „Бетхер”, а он се усредредио на испуњавање задатака заштите комуникација од партизана. Дивизијска група „Бетхер” се састојала од око 15 хиљада људи и била је подијељена у пет борбених група (БГ). Њен штаб се налазио у Руми. Група „Бетхер” је заузела прву, „смеђу линију” Добринци — Путинци — Шатринци — Крушедол и требало је одложи напредовање јединица НОВЈ у правцу од Земуна ка Руми. Рад који је започела група на стварању утврђења није довршен због војне ситуације која се брзо мијењала. Усјели су само да ископају ровове наспрам насеља. Прва снажна утврђена линија одбране била је „зелена линија”. Најзаштићенија линија била је „линија Нибелунга”.
Стварање новог фронта у Срему одвијало се у условима акутне несташице трупа. Према извјештају о стању од 20. октобра 1944, ради формирања новог фронта, није било више од „5—6 батаљона уморних од борбе, појачаних одвојеним батеријама”. Њих су 21. октобра допуниле јединице борбене групе под командом 117. ловачке дивизије, које су се упутиле ка Шапцу. Ова група од 12 хиљада људи избила је из окружења без тешког наоружања. Њене прве јединице су 23. октобра почеле да заузимају одбрамбени сектор на Дрини. Овдје је дивизија добила тешко наоружање и опрему од, у то вријеме непоуздане, 13. СС брдске дивизије „Ханџар” (1. хрватска). У исто вријеме, 1. брдска дивизија је заузела положаје на Дрини на простору од ушћа ријеке до Зворника. Њемачке трупе, повлачећи се из источног Срема, почеле су да стижу до назначених одбрамбених положаја између ушћа Дрине и Дунава код Вуковара. Дивизија „Бранденбург”, која се бранила на Тиси, повучена је 22. октобра на јужну обалу Дунава, а затим пребачена у рејон Осијека како би обезбиједила спој са јединицама Групе армија „Југ” у Мађарској.
У међувремену, на брзину формирана Дивизијска група „Бетхер” и њој придружене хрватске и полицијске јединице, укупно око 25 хиљада људи, припремале су се за одбрану прве линије Сремске утврђене зоне — „смеђе линије”. На „зеленој линији” су ојачане главне снаге Нијемаца. Југословенска 11, 16. и 36. дивизија, као и бригаде Сремске оперативне зоне, морале су јуришати на ове линије. 11. и 16. дивизија биле су појачане совјетским артиљеријским дивизионом и дивизионом гардијских реактивних минобацача. 36. дивизија подржавали су стрељачки батаљон 236. стрељачке дивизије и артиљеријска група у саставу артиљеријског пука и дивизиона „Каћуша”. Југословенски напади почели су 25. октобра у 12 часова послије кратке артиљеријске припреме на њемачке положаје на „смеђој” и „зеленој линији”. До краја дана 3. војвођанска бригада 36. дивизије и батаљон црвеноармејаца заузели су Ириг, а 9. војвођанска бригада Сремске оперативне зоне заузела је Јазак. У правцу Руме, бригаде 16. дивизије, савладавши отпор и одбивши њемачке противнападе, заузеле су Путинце и Добринце. 11 крајишка дивизија је 26. октобра заузела Хртковце и Јарак, а 9. војвођанска бригада је у садејству са јединицама 3. војвођанске бригаде заузела Врдник. Средином истог дана, бригаде 16. дивизије јуришале су на јако њемачко одбрамбено средиште на „зеленој линији” у Руми. Напади, праћени губицима, трајали су до мрака, након чега су привремено обустављени. Ујутру је јуриш настављен, а до 10 часова град је заузет. 11. крајишка дивизија је заузела Шашинце. Међутим, Нијемци се нису мирили са напредовањем Југословена. Истог дана су кренули у противнапад на лијеви бок Дивизијске групе „Бетхер” и поново заузели Врдник, Јазак и Гргуревце, принудивши 36. дивизију да се привремено заустави.
Њемачка команда је 27. октобра расформирала штаб Армијске групе „Србија”, а руководство трупа у Срему, на Дрини и Дунаву прешло је у штаб 68. армијског корпуса. У то вријеме, јединице повјерене корпусу заузеле су „жуту линију”, чије је главно одбрамбено средиште била Сремска Митровица. Град су држали дијелови 117. и 118. ловачке и 1. брдске дивизије, као и јаке јединице усташа. Хитлер је 28. октобра 1944. наредио Главнокомандујућем Југоистока да сматра „линију Нибелунга” другим положајем и да обезбиједи одбрану Срема источно од ње. Истог дана, 11. крајишка дивизија је одмах са марша започела јуриш на Сремску Митровицу са истока и сјевероистока. Артиљеријска подршка совјетских јединица није имала ефекта због неистражених циљева. Нападачи су се нашли под јаком њемачком ватром и претрпјели су губитке. До ручка, 3. батаљон 5. крајишке бригаде провалио је у центар града, али су га Нијемци опколили и принуђен на борбу прса у прса, пробио се из обруча на сјевер. У немогућности да заузму град, Крајишници су га држали у блокади до 30. октобра, када их је замијенила 16. војвођанска дивизија. Дан раније, 29. октобра, 2. оклопна армија је добила наређење да „црвену линију” сматра посљедњом линијом. „Жута” линија, као и „црна” која се налазила на западу, морала је да се држи до посљедње прилике. Поред тога, 30. октобра 2. оклопна армија је добила инструкције да, ако је могуће, не повлачи линију фронта из Сремске Митровице и да држи линију Сремска Митровица — Велики Радинци — Бешеново — Ремета. Јуриш на Сремску Митровицу, који је у ноћи 30. на 31. октобар преузела 16. војвођанска дивизија, Нијемци су одбили. Сљедећи напад је почео у сумрак 31. октобра. Жестоки напади 1. и 4. војвођанске бригаде стигли су до борбе прса у прса. До поднева 1. новембра, град су заузеле југословенске трупе. Истог дана, на десном крилу офанзиве, 36. војвођанска дивизија је заузела насеља Бешеново и Шуљам, а 6. личка дивизија Велике Радинце. Након тога, њемачке јединице су се повукле на четврту, „црну линију”.
Офанзиву партизанских трупа пратила је промјена команде и организационе структуре НОВЈ. Сремска оперативна зона је расформирана 1. новембра, а 7. и 8. бригада уврштене су у састав настајуће 51. војвођанске дивизије. 9. војвођанска бригада је прекомандована у Нови Сад, а 10. бригада је попунила 36. војвођанску дивизију. 11. војвођанска бригада извршила је прелаз у Бачку и заузела положаје на лијевој обали Дунава од Богојева од Бачке Паланке.
Повлачећи се из Сремске Митровице, Дивизијска група „Бетхер” је заузела четврту, „црну линију” Лаћарак — Чалма — Дивош — Ђипша — Нештин. Овдје је расформиран, а људство је укључено у 118. ловачку дивизију. Нијемци нису успјели да остану на „црној линији”. У наредним данима, од 2. до 10. новембра, јединице 12. војвођанског и 1. пролетерског корпуса, које су дејствовале уз подршку совјетске артиљерије и ваздухопловне групе генерала Витрука, усљед жестоких борби, наизмјеничних напада и противнапада, истиснули су Нијемце уз тешке губитке на пету, „црвену линију”. Њемачким трупама је наређено да бране ову линију по сваку цијену.

### Период затишја
Усљед петнаестодневне офанзиве од 23. октобра до 10. новембра трупе 1. пролетерског и 12. војвођанског корпуса савладале су жесток отпор Нијемаца на четири одбрамбене линије на око 50 км дубине. Партизани су углавном морали да пробију њемачку одбрану борбом прса у прса, уз значајне губитке на обје стране. Лични састав југословенских корпуса био је исцрпљен. Снаге бораца биле су исцрпљене умором, хладноћом усљед лоше одјеће и неухрањеношћу. Ситуацију тог времена преноси извјештај штаба 6. личке пролетерске дивизије: „Цијела 6. дивизија и главни дио 21. дивизије су на отвореном пољу, без крова над главом Људи су слабо обучени. У двадесет првом било је случајева смрти од хипотермије. У шестој је још горе”. Положај супротстављених страна отежавала је стална киша, блато и хладноћа. У овим условима, након што су југословенске трупе изашла на њемачку одбрамбену „црвену” линију, активност противника била је ограничена на извиђање и локалне сукобе од другостепеног значаја. На Сремском фронту завладало је релативно затишје. Почео је рововски рат на равници натопљеној јаким кишама и сусњежицом, због чега су ровови били испуњени водом понекад и до кољена, а прехладе, упале и друге болести нису били ништа мање опасни од непријатељских метака.
Користећи затишје, југословенска команда је извршила реорганизацију трупа. Послије двадесет дана непрекидних борби, 12. војвођански корпус одведен је на одмор у Бачку 11. новембра, а касније преко Батине на Дравски фронт. На Сремском фронту остао је 1. пролетерски корпус у чијем саставу су биле 6. личка пролетерска, 11. крајишка и 21. српска дивизија. Укупно око 20 хиљада људи. 1. пролетерска и 5. крајишка дивизија 1. корпуса биле су у то вријеме у Земуну и Београду, гдје су попуњене регрутима и пренаоружане совјетским оружјем.
Одговорно за одбрану њемачког Сремског фронта 12. новембра преузела је новоформирана Корпусна група „Киблер”, коју су чиниле 1. брдска дивизија и јединице 117. ловачке дивизије (држале одбрану од Зворника до Бијељине), 118. ловачка дивизија (дионица од села Мартинци до Илока и Дунавом до Сотина), Дивизијска група „Штефан” (дионица на Драви до ушле код Доњем Михољца), полицијске јединице зоне безбједности „Југ” (обезбјеђивале позадину групе „Киблер” у рејону Винковци — Ђаково), као и хрватске војне јединице. Фелдмаршал Максимилијан фон Вајхс, главногкомандујући Југоистока, потчинио је 23. новембра 1944. Корпусну групу „Киблер” штабу Групе армија „Е”.

## Припреме за пробој фронта
У међувремену, новембра 1944. главни догађаји на југоистоку одвијали су се у јужној Мађарској. До почетка офанзиве трупа 3. украјинског фронта у рејону Батине и Апатина, лијеви бок фронта се спојио са десним боком НОВЈ на Сремском фронту. С тим у вези, за совјетску команду било је важно да се наставе активна дејства НОВЈ у међуријечју Драве и Саве. Имајући то у виду, Ставка Врховне главне команде задужила је команданта 3. украјинског фронта маршала Фјодора Толбухина да се са југословенском командом договори о међусобној сарадњи.
Совјетска офанзива у јужној Мађарској приморала је њемачку команду да повуче дио трупа са Сремског фронта у Барању, па је Врховни штаб НОВЈ (ВШ НОВЈ) одлучио да ослабљен положај Нијемаца искористи за ослобађање Срема и Славоније. ВШ НОВЈ је дошао до закључка да је наступио тренутак за пробијање Сремског фронта, заузимање важних чворова њемачке одбране — Винковци и Осијек — и повезивање са трупама 6. и 10. корпуса које су дјеловале у Славонији и Подравини. Ове намјере су задовољиле и тежње совјетске стране да потисне њемачке положаје на Дунаву на запад и отвори снабдијевање трупа 3. украјинског фронта дуж ове ријеке. У периоду од 17. до 20. новембра маршал Толбухин је посјетио Београд и Софију, гдје је сагласио међусобну сарадњу са југословенским и бугарским трупама. У суштини, југословенска страна се обавезала да ће напредовати ријеком Савом у праву Загреба и, прије почетка дејства бугарске армије, издвојити армијски корпус ради обезбјеђења лијевог бока 57. армије у Барањи. Совјетска команда је обећала да ће до коначног повлачења посљедњих јединца Црвене армије из Југославије подржавати предстојећу офанзиву на Сремском фронту снагама 68. стрељачког корпуса 3. украјинског фронта, 1. гардијског утврђеног рејона и Дунавске војне флотиле. Почетак офанзиве заказан је за 3. децембра 1944. године.
До краја новембра 1944, као резултат побједе совјетских и југословенских трупа у Батинској бици, јединице 12. војвођанског корпуса заузеле су положаје на ријеци Драви и створиле Дравски фронт. Овај нови фронт, који се протезао од Вировитице до ушћа Драве, Сремски фронт од Дунава до Саве и Дрински фронт од Зворника до ушћа Дрине у Саву, чинио је у војно-стратешком погледу јединствену цјелину.
План офанзиве на Сремски фронт предвиђао је ударац јединица 68. стрељачког корпуса на десној обали Дунава на правцу Илок — Сотин — Вуковар — Осијек. 1. пролетерски корпус требало је да дјелује фронтално, са главним снагама које би наступале на правцу Ердевик — Шид — Винковци — Ђаково — Нашице и у сарадњи са јединицама 68. стрељачког корпуса заузму град Осијек. Поред 1. пролетерског корпуса, ВШ НОВЈ је укључио трупе Главног штаба НОВ и ПО Војводине и Хрватске, дајући им задатак да изводе борбена дејства у позадини и на Дравском фронту. ГШ НОВ и ПО Војводине наложено је да са три дивизије (16, 36. и 51) дејствује на Дунаву и Драви, упутивши удар у позадину и бок њемачких јединица на Сремском фронту. 6. славонски корпус ГШ НОВ и ПО Хрватске добио је наређење да дјелује у источној Славонији у непосредној позадини Нијемаца, помажући југословенским и совјетским трупама Сремског фронта у напредовању дубоку у територију непријатеља.

## Децембарска офанзива
Уочи децембарске офанзиве, 1. пролетерска и 5. крајишка дивизија пребачене су на Сремски фронт. Заједно са њима у офанзиви су учествовале 11. крајишка и 21. српска дивизија. 6. личка пролетерска дивизија пребачена је у позадину на одмор. 68. стрељачки корпус је у операцију укључио 52. и 223. стрељачку дивизију. Пету, „црвену линију” држала је 118. ловачка дивизија у саставу од око 20 хиљада људи. Њене положаје су штитила минска поља са десетинама хиљада мина и оградама од бодљикаве жице. Совјетско-југословенска офанзива почела је 3. децембра артиљеријском припремом. У 10 часова у напад на фронту од Илока до Мратинаца, ширине око 30 км, кренуло је 11 бригада 1, 11. и 21. дивизије 1. пролетерског корпуса и 52. стрељачка дивизија 68. стрељачког корпуса. Први дан није био успјешан. Већина офанзивних совјетских и југословенских јединица, са изузетком 8. црногорске бригаде, није напредовала даље од минских поља. Губици у јединицама били су велики. Многи борци су погинули од мина.
Ујутру 4. децембра мјешовити совјетско-југословенски одред прешао је Дунав између Опатовца и Мохова и образовао мостобран ширине 3 км и дужине 2 км. Опатовачки десант је скренуо дио њемачких снага и олакшао задатак јединицама које су напредовале са фронта. 52. стрељачка дивизија је кренула у напад и до поднева 4. децембра заузела Илок, а 1. пролетерска и 11. крајишка дивизија заузеле су Ердевик. Тиме је сломљена њемачка одбрана на „црвеној линији”, а Корпусне групе „Киблер” је наређено да се повуче на „линију Нибелунга”. Ујутру 5. децембра, јединице 1. пролетерског корпуса и 52. стрељачке дивизије су гониле непријатеља у повлачењу. Совјетско-југословенски десант је истјерао Нијемце из Опатовца, а 1. пролетерска дивизија је стигла на линију Бапска — Беркасово — Шид. 11. крајишка се до краја дана приближила Шиду. На десном боку Нијемци су напустили Мартинце и Кузмин. Бригаде 21. српске дивизије су то искористиле и до краја 5. децембра заузеле Адашевце, Моровић, Вишњићево и Сремску Рачу.
Избијајући до „линије Нибелунга” до краја 5. децембра, шест бригада 1. пролетерске и 11. крајишке дивизије истог дана су послије трочасовног јуриша заузеле Шид. Тако су у прва три дана офанзиве трупе 1. пролетерског и 68. стрељачког корпуса од непријатеља заузеле први појас утврђења „линије Нибелунга” и пробили се на линију Опатовац — источни Ловас — Шид — Адашевци — Моровић — Вишњићево — Сремска Рача. Упркос чињеници да је нарушена цјеловитост њемачке одбране, фелдмаршал Вајхс, главнокомандујући Југоистока, поново је 5. децембра наредио генералу Киблеру да задржи „линију Нибелунга” и спријечи повлачење ка „зеленој линији”. Нарђење је гласило „По наређењу команданта Југоистока, скрећем вам пажњу да се ’линија Нибелунга’ мора безусловно држати. Нема говора о уласку на ’зелену линију’”. Међутим, бригаде 1. пролетерске дивизије и батаљон 5. крајишке бригаде кренуле су 6. децембра увече у напад на кључно њемачко упориште у Товарнику и послије непрекидне ноћне борбе са великим губицима на обје стране, заузеле град ујутру 7. децембра. Заузимањем Товарника, Нијемци су били принуђени да се повуку на посљедњу линију „зелене линије”, која је ишла од Сотина преко Берака и Оролика до Отока. 1. пролетерски и 68. стрељачки корпус кренули су 7. децембра у јуриш на „зелену линију”. Истог дана у борбу је уведен и други ешалон 68. стрељачког корпуса — 223. стрељачка дивизија.
Немци су код Сотина одбацили нападе 52. стрељачке дивизије и 3. војвођанске бригаде. Тада је командант 3. украјинског фронта маршал Толбухин наредио команданту 68. стрељачког корпуса да припреми у сарадњи са 1. пролетерским корпусом и ГШ НОВ и ПО Војводине и искрца трупе у њемачкој позадини ради одвраћања непријатељских снага и олакшавања задатка пробијања фронта на правцу Сотин — Вуковар. Међутим, ова операције није била успјешна. Око 2 хиљаде војника (према другим изворима 2327) из 5. војвођанске бригаде, совјетског 305. посебног батаљона морске пјешадије и 8. посебног гардијског митраљеско-артиљеријског дивизиона искрцало се у ноћ 7. на 8. децембар код Вуковара и заузело уски мостобран на десној обали Дунава. Непријатељ је послао значајне снаге да десант спријече. Услиједиле су непрекидне борбе које су се претвориле у борбу прса у прса. До поднева 9. децембра ситуација је постала критична. Истовремено, није било могуће пробити њемачку одбрану с фронта и деблокирати десант. Претрпјевши велике губитке, у ноћи 9. на 10. децембар, остаци десанта били су принуђени да се повуку на лијеву обалу Дунава.
Команду њемачко-хрватских трупа на Сремском, Дравском и Дринском фронту 12. децембра 1944. преузео је штаб 34. армијски корпус Групе армије „Е”. Девет бригада 1. пролетерског корпуса и два пука 52. стрељачке дивизије кренула су 14. децембра у нови јуриш на „зелену линију” послије 40-минутне артиљеријске припреме, али су Нијемци одбили све нападе тог и сљедеће дана. Офанзива је 15. децембра заустављена.
Убрзо након тога, Нијемци су извршили прегруписавање трупа. 118. дивизија је замијењена 117. ловачком. До промјене у саставу формација дошло је и на совјетско-југословенској страни. 68. корпус је по наређењу маршала Толбухина до 24. децембра отишао у Мађарску, а умјесто њега положаје на фронту заузеле су 3. и 8. дивизија 1. бугарске армије. Послије прегруписавања снага, 1. пролетерски корпус и бугарске дивизије су 22. децембра прешле у нову офанзиву. Упркос жестокој природи напада, југословенске и бугарске трупе нису успјеле да пробију добро утврђене њемачке положаје. Неуспјешни јуриш на њемачку одбрану прекинут је 28. децембра. Након тога, крајем децембра 1944. и почетком јануара 1945, бугарске дивизије предају своје положаје јединицама 1. пролетерског корпуса и упућују се у Мађарску. Цио Сремски фронт од Саве до Дунава у то вријеме је држао 1. пролетерски корпус уз подршку совјетске артиљерије.

## Сремски фронт (јануар — март 1945)
Наредбом врховног команданта НОВЈ маршала Јосипа Броза Тита 1. јануара 1945. на Сремском фронту је формирана 1. армија у чијем саставу су се налазиле 1. пролетерска, 6. личка пролетерска, 5. и 11. крајишка и 21. српска дивизија, као и 1. коњичка бригада, укупне јачине од 55 хиљада војника.
Југословенска 1. армија, која се налазила у Срему на домету пруге Брчко — Винковци — Осијек, угрожавала је пребацивање њемачких јединица из источне Босне на Сремски и Дравски фронт и у Мађарску. Њемачка команда је настојала да помјери фронт што је могуће источније према Шиду. Први противнапад изведен је 3. јануара 1945. на лијеви бок 1. армије на правцу Оток — Комлетинци — Нијемци. Борбена група „Биргермајстер” и 7. СС добровољачка брдска дивизија „Принц Еуген”, уз подршку тенкова и артиљерије, изненадиле су 21. српску дивизију, која је заузимала фронт дуг око 10 км. Њемачка моторизована пјешадија и тенкови брзо су опколили југословенску дивизију и натјерали је да се у борби повуче до моста на ријеци Босут. Цијела дивизија није могла да пређе мост. Поједини су прелазили ријеку по танком леду који није могао да издржи оптерећење и умрли су у води, а неки су заробљени. Губици дивизије 3. јануара износили су 182 погинула, 308 рањених и 315 несталих. Након преласка Босута, 21. дивизија је одмах пребачена у позадину ради одмора и реорганизације, а у борбу су ушле 1. пролетерска, 5. крајишка и 6. личка пролетерска дивизија. Њихови противнапади јужно од Оролика и западно од Комлетинаца до Босутских шума, успорили су напредовање Нијемаца, Југословени су напустили Комлетинце, Нијемце и Подграђе. Након тога, јединице 1. пролетерског корпуса заузеле су положаје дуж лијеве обале Босута. Нијемци нису наставили офанзиву 4. јануара. Фронт се стабилизовао, а стране су почеле да се утврђују.
Средином јануара 1945. посљедње јединице Групе армија „Е” ушле су на територију Хрватске, а убрзо су њемачке трупе у периоду од 17. до 21. јануара кренуле у снажну противофанзиву на правцу Сотин — Товарник — Шид у склопу операције кодног назива Зимска олуја (њем. Wintergewitter) или Прољећна олуја (њем. Frühlingssturm). Према плану, главне снаге оклопно-механизованих јединица су удариле дуж пута Сотин — Товарник. Затим је, ударцем с предње и позадинске стране, требало опколити трупе 1. армије и уништити их у рејону Шидски Бановци — Илача — Товарник и заузети положаје на „линији Нибелунга”. У операцији су учествовале 7. СС дивизија, 117. ловачка и 41. пјешадијска дивизија, као и борбена група „Биргенмајстер”. Њима су се на правцу напредовања супротставиле три југословенске дивизије. Преостале формације 1. армије налазиле су се у резерви. До почетка офанзиве, због ниских температура и дубоког снијега, само су дежурне јединице биле на југословенским положајима, док су остале биле у склоништима, земуницама и по селима.
У 4.30 часова 17. јануара 1945. јединице 34. армијског корпуса прешле су у офанзиву дуж цијелог фронта. До поднева су њемачки тенкови заузели Ловас и продрли дубоко у положај југословенске 1. армије. Опирући се жестоким отпором, југословенске дивизије су се повукле под налетом Нијемаца у Шид. 1. пролетерска и 6. личка пролетерска дивизије успјеле су да задрже непријатељске продоре, али је ситација на деском крилу постајала све опаснија. У зору, авиони генерал-мајора Витрука су почели да ударају по уклињеним њемачким јединицама. 21. српска дивизија је на вријеме стигла противнападима на Мохов и Шаренград и успорила напредовање Нијемаца. Међутим, ове мјере нису промијениле ситуацију. У 17.30 часова њемачки тенкови су ушли у Товарник. Тиме су пресјечени путеви за повлачење већине 5. крајишке и 1. пролетерске дивизије. Да би помогао овим формацијама да повуку своје трупе јужно од Товарника, штаб 1. армије наредио је 11. крајишкој дивизији да по сваку цијену заузме град. Није било могуће вратити Товарник, али су захваљујући противнападима 5. крајишке и 1. југословенске бригаде одсјечене јединице отишле у правцу Беркасова и Бапске. Узимајући у обзир ситуацију на фронту, из резерве Врховног штаба позвана је 2. пролетерска дивизија.
У међувремену, битка се наставила. Дијелови 1. армије, избјегавајући непријатељски захват и претрпјевши губитке, повукли су се на линију Шаренград — Бапска — Беркасово — Шид — Илинци — Градина. Након тога, Нијемци су, концентрисањем снага против 1. пролетерска дивизије, заузели Шид. Борбе за град, које су се претвориле у борбу прса у прса, биле су међу најтежи за 1. пролетерску од њеног оснивања. Након заузимања Шида, Беркасова и Бапске, Нијемци су 21. јануара обуставили даље напредовање због великих губитака. Југословенске трупе су 22. јануара увече кренуле у противофанзиву дуж цијелог фронта од Дунава до Босута са снагама 1. и 2. пролетерске, 6. личке пролетерске, 5. и 11. крајишке и 21. српске дивизије. Послије два дана жестоких борби, Нијемци су били принуђени да повуку своје трупе из Шида, Беркасова и Бапске. Немогуће је било повратити изгубљена насеља Ловас, Товарник и Илинци. Резултат операције „Зимска олуја” био је њемачко заузимање линије источно Мохово — Товарник — Илинци — Апшевци — Липовац, који су могле бранити мање снаге, пошто се лијеви бок одбране ослањао на Дунав, а десни на ријеку Саву. Обје стране су 24. јануара прешле у дефанзиву.
Послије њемачке јануарске офанзиве, вођена је позициона борна на Сремском фронту. И Нијемци и Југословени су активно јачали своје одбрамбене положаје. Користећи оперативну паузу, јединице југословенске 1. армије извеле су војну наставну обуку. У јануару је совјетским наоружањем преопремљена 21. српска дивизија, у марту 11. крајишка дивизија. Укупно је 5 дивизија било опремљено совјетским оружјем у 1. армији (пред наведених, 1. пролетерска и 5. крајишка дивизија замијениле су заробљено оружје совјетским у новембра 1944, а 6. личка дивизија у децембру 1944).
Док су се у јануару водиле жестоке борбе на Сремском фронту, 3 армија је заједно са 6. славонским и 10. загребачким корпусом везивала непријатеља на Вировитичком мостобрану. Заузврат, у фебруару су трупе групе армија „Ф” и „Е” обновиле чврсту линију фронта на Драви током операције „Вукодлак” и извеле противгерилску операцију „Папук” ради стабилизације позадине прије операције „Шумски ђаво”, спроведене у оквиру стратешке офанзиве у Мађарској. Да би сакрили припреме за офанзиву у Мађарској и одвратили снаге југословенске 1. армије, Нијемци су почетком марта извршили чин дезинформисања непријатеља о концентрацији својих трупа у рејону Борово — Вуковар, како би форсирали Дунав и напредовали ка Новом Саду и Сомбору.
Крајем фебруара 1945. југословенске трупе на Сремском фронту посјетио је Врховни главнокомандујући Штаба савезничких снага на Средоземном ратишту британски фелдмаршал Харолд Александер.
Југословенска 2. армија је 28. марта 1945. кренула у офанзиву на Сарајево. Јуриш 7 југословенских дивизија 30. марта приморао је Фиреров главни штаб да команди њемачког 21. брдског армијског корпуса да слободу да одлучује о евакуацији Сарајева, другог по величини града у НДХ. С обзиром на ову, као и совјетску офанзиву у Аустрији, више нису постојали географски услови за даљу дугорочну одбрану сјеверног дијела Хрватске. Врховна команда Вермахта је 31. марта добила инструкције не само да напусти Сарајево, него и да 20. априла повуче трупе Групе армија „Е” на линију: околина Бихаћа — ријека Уна — Бјеловар — фронт 2. тенковске армије у Мађарској. Ова одлука је каснила, пошто су у Београду са састанцима Тита са командантима армија од 26. фебруара до 2. марта, као и од 25. до 27. марта, донијете одлуке и планови за завршне операције ослобођења Југославије, укључујући и пробој Сремског фронта.

## Сремска операција — Пробој Сремског фронта

### Положај и снаге

#### Карактеристике њемачке одбране на Сремском фронту у априлу 1945.
Цио период од дана преласка у одбрану 23. јануара и до 12. априла 1945, Нијемци су били ангажовани на фортификационим радовима на „линији Нибелунга”. Линија фронта одбране ишла је од источног Мохова, Ловаса, Товарника и Илинца до окуке ријеке Босут код Градине. Даље је прелазила Босут и са југа захватала Батровце и Липовац. Систем утврђења обухватао је непрекидне траншеје, ровове и системе комуникације. Прву линију одбране чинили су 3—4 реда траншеји, бетонски и дрвено-земљани бункери. Око насеља су копали траншеје за кружну (свестрану) одбрану. Додатне препреке су били канали. Дуж Дунава до Босута и Спачве линија фронта је била заштићена минским пољем. Друга линија одбране била је „зелена линија”, опремљена између Дунава и Спачве. У дубини, појас се протезао од линије Вуковар — Стари и Нови Јанковци — Привлака — Оток — Спачванске шуме. Поред ове двије линије, опремљене су још двије одбрамбене линије: такозвани Виковачки положаји на линији Вуковар — Винковци — Раковци — Церна — Градиште — Жупања. Даље у дубини налазили су се Ђаковски положаји, који су ишли линијом Валпово — Ђаково — Стризивојна — Врпоље — Јаруге. Преостале три линије биле су опремљене у виду система јаких тачака и дјелимично су попуљене трупама.

#### Њемачко-хрватске трупе
Од децембра 1944. команда свих трупа на Сремском, Дравском и Дринском фронту, које у стратешком смислу чине јединствену цјелину, додијељена је штабу 34. армијског корпуса. Од почетка априла 1945. у саставу корпуса биле су сљедеће њемачке, хрватске и колаборационистичке јединице, које су заузимале сљедеће положаје на линији од Доњих Михољаца до рејона Брчког:
- 11. ваздухопловна пољска дивизија, појачана 606. пуком за осигурање, два полицијска батаљона, пионирским батаљоном и пуком усташке милиције „Барања”. Дивизија је била распоређена од Доњег Михољца до села Даљ и бранила је лијеви бок фронта. У случају повлачења требало је да се повуче на линију Валпово — Ђаково;
- борбена група „Шнајдер”, коју су чинили 86. пук за осигурање, италијански артиљеријски дивизион „Сени” и пук усташке милиције „Вука”, налазила се на десној обали Дунава од Даља до Вуковара;
- 41. пјешадијска дивизија, појачана 963. тврђавском бригадом „Клоц”, борбеним групама „Бренер” и „Пфлум”, 843. њемачко-кавкаским батаљоном, 845. њемачко-арапским батаљоном и два усташка батаљона, бранила је фронт од Дунава до Спачве (десна притока Босута);
- 22. пјешадијска дивизија, заједно са 12. и дијеловима 3. усташко-домобране дивизије, пет батаљона усташке милиције, јединицама Мајевичког и Требавског четничког корпуса, као и дијеловима Руског заштитног корпуса, бранила је фронт између Спачве и Саве и у рејону Бијељине, Брчког, Градачца, Модриче и Босанског Шамца;
- 3. хрватска дивизија, 576. батаљон за осигурање, домобрански 5. ловачки пук и два пука усташке милиције „Барања” и „Посавље” били су у дубини одбране на линији Винковци — Жупања. У Винковцима су били стационирани 475. противтенковски дивизион и 1. батерија 804. противавионског дивизиона;
- Дивизијска група „Штефан”,[ж] домобрански 8. ловачки пук, 2. усташки здруг и 594. противтенковски дивизион налазили су се на трећој линији одбране на линији Сатница Ђаковачка — Ђаково — Стризивојна — Врпоље — ријека Сава.[59]

34. армијски корпус је од почетка априла има око 100 хиљада војника (према другим изворима око 120 хиљада) и око 700 артиљеријских оруђа. Штаб се налазио у Нуштару.

#### Југословенске трупе
Југословенска 1. армија је почетком априла 1945. имала 10 пјешадијских дивизија и организационо је била подијељена у двије оперативне групе за предстојећу офанзиву — сјеверну и јужну. Сјеверна оперативна група састојала се од 1. пролетерска дивизије, 21. и 22. српске дивизије, 42. и 48. македонске дивизије и 2. тенковске и инжењерске бригаде. Јужна оперативна група је била подијељена на Босутску оперативну групу дивизија, која је обухватала 6. личку пролетерску дивизију „Никола Тесла”, 11. крајишку дивизију и 1. коњичку бригаду, и Босанску оперативну групу дивизија у чијем саставу су биле 2. пролетерска, 5. крајишка и 17. источнобосанска дивизија и један тенковски батаљон 2. тенковске бригаде. Укупна снага 1. армије износила је 111.078 људи, 355 артиљеријских оруђа, 1.152 минобацача, 55 тенкова Т-34, 52.742 пушке и 4.993 митраљеза.
Сјеверна група дивизија била је концентрисана у рејону Шаренград — Шид — Ердевик — Илок. Јужна група је имала два подручја концентрација, Босанска оперативна група дивизија била је концентрисана у рејону Зворник — Јања — Бијељина, а Босутска у рејону Батровци — Моровић. У селу Ердевик се налазио штаб 1. армије.

### Замисао операције
Од 25. до 27. марта 1945. на састанку Врховног команданта Југословенске армије са командантима 1, 2. и 3. армије израђен је план за Сремско-славонску операцију. Његова главна идеја била је да комбинованим манервом обухвати и заобиђе непријатељске положаје са бока и позадине, у комбинацији са продором у Сремску зону утврђења, разбије њемачку одбрану у Срему. Према плану, Босанска и Босутка оперативна група дивизија требало је да пређу у офанзиву почетком априла, чак и прије почетка операције за пробијање Сремске утврђене зоне и припрему услова за накнадни обухват непријатеља у рејону Винковаца. Да би то урадили, морали су да напредују на бок и позадину њемачке одбране из Семберије преко ријеке Саве и између ријека Саве и Босута на мање заштићеном дијелу њемачког фронта у сектору Моровић — Сремска Рача — Јања — Корај — Челић — Сребреник — Грачаница. Такав маневар је требало да одврати њемачке снаге са главног рејона одбране и олакша задатак пробијања Сремске утврђене зоне. Тек након остварења планираног маневра, планирано је покретање опште офанзиве и задавање ударца са фронта на Сремску утврђену зону од стране дијелова Сјеверне оперативне групе дивизија, а такође и преласком Дунава, Драве и Саве, да покрије непријатеља са бокова и позадине формације Јужне оперативне групе дивизија и 3. армије, затим затвори окружење у рејону Винковаца и уништи њемачко-хрватске трупе. У току операције јужни бок 1. армије обезбјеђивала је 2. армија.
Детаљни план Сремско-славонске операције представљен је команди армија двјема директивама генералштаба од 9. априла 1945. године. Пробој Сремског фронта требало је да почне 12. априла. Према плану, Сјеверна оперативна група дивизија је требала напредовати кроз Сремску утврђену зону у правцу Вуковара и Винковаца. Босутска оперативна група дивизија требало је да напредује правцем Моровић — Врбања — Жупања, ради повезивања са Босанском групом. Босанска оперативна група дивизија имала је намјеру да најкасније у ноћи 11. на 12. април пређе Саву у рејону Брчког и, спојивши се са Босутском групом, нападне Винковце да се придружи јединицама 3. армија како би одсјекли и уништили непријатељске снаге у Срему.
Истовремено са почетком офанзиве 1. армије на Срем, 3. армија (41 хиљада људи, 175 топова и 441 минобацач) из Барање прешла је Драву са главним снагама у рејону Осјека и Валпова, а са мањим Дунав код села Даљ са задатком да пресјече комуникационе линије Осијек — Нашице и заузме Осијек. Даља дејства армије зависила су од развија ситуације на Сремском фронту. Ако 1. армија не би пробила Сремску утврђену зону, онда би 3. армија морала да развије офанзиву ка југу, да удари у позадину њемачке одбране и униште непријатељске трупе у рејону Винковаца. У случају успјешног продора, 3. армија је требала да напредује у Подравини правцем Нашице — Подравска Слатина — Копривница — Вараждин. Истовремено, 6. славонски корпус је требао да ступи у интеракцију са 3. армијом приликом заузимања Нашица.

### Пробој фронта
Прву припремну етапу Сремско-славонске операције извеле су формације Јужне оперативне групе 1. армије у периоду од 3. до 11. априла 1945. године. Послије поноћи 3. априла, Босанска оперативна група напала је непријатеља у Семберији у правцу Бијељина — Брчко. Офанзиву је 4. априла покренула Босутска оперативна група. Током седам дана жестоких борби, Јужна група је на тешком терену савладала упорни њемачки отпор и заузела рејон Врбања — Брчко — Орашје, пружајући себи прилику да форсира Саву. До јутра 12. априла, 5. и 17. дивизија су потпуно прешле на лијеву обалу ријеке, спојиле се са Босутском групом и наставиле напредовање у правцу Гуња — Жупања и Гуња — Винковци.
Уочи офанзиве главних снага 1. армије у ноћи 11. на 12. април, 5. бригада 21. српске дивизије форсирала је Дунав код Опатовца уз подршку чамаца Дунавске војне флотиле, заузела мостробран и пресјекла комуникациону линију Опатовац — Сотин.
Пробој Сремске утврђене зоне између Дунава и Босута од стране делова Северне оперативне групе почео је 12. априла у 4.45 ујутру снажном 15-минутном артиљеријском припремом. У 5 часова југословенска пешадија је напала положаје Немаца. Главни ударац на одсјеку ширине око 6 км задале су 1. пролетерска и 21. српска дивизија, појачане тенковским батаљоном 2. тенковске бригаде. Помоћни удар на фронту ширине око 24 км извеле су 42. македонска и 22. српска дивизија. У првом ешалону, у правцу Мохово, Ловац, Товарник и Илинци, наступале су 1. пролетерска, 21. српска и 42. македонска дивизија. На лијевом крилу, прешавши Босут у ноћи 11. на 12. априла, 22. дивизија је заузела мостобран сјеверозападно од Батроваца са задатком да помогне 42. дивизији у наступању преко Нијемаца и Отока до Привлаке. 48. македонска дивизија је формирала резервне групе. У 07:30 и 07:45 ујутру прве 10-минутне нападе на немачке положаје извршиле су јуришне и ловачке јединице Авиогрупе генерал-мајора Витрука. Након пробијања линије фронта у борбу су уведени тенкови Т-34 2. тенковске бригаде. До краја дана 1. пролетерска дивизија, уз подршку 1. тенковског батаљона, је пробила њемачку одбрану до дубине од око 30 км и заузела Мохово, Опатовац, Сотин, Вуковар, а крајем првог дана пробила се до линије Винковци — Богдановци — Мартинци.
21. српска дивизија је наступала у три ешалона, у којима су ишле бригаде једна за другом. Предња 4. српска бригада направила је рупу у њемачкој одбрани. Затим су у пробој пошли 31. српска бригада и 3. тенковски батаљон, а за њима је у дивизијској резерви кренула 14. македонска бригада 48. дивизије. Савладавајући одбрану противника, 21. српска дивизија је до краја дана заузела Ловас, Миклушевце, Негославце, Томпојевце и Чаковце и пробила се до линије Негославци — Свињаревци.
Након форсирања Босута, 22. српска дивизија је током дана водила тешке борбе са јединицама 41. пјешадијске дивизије на мостобрану код Батроваца и код Липоваца и, претрпјевши губитке, није напредовала 12. априла.  42. македонска дивизија наступала је на фронту ширине 14 км уз подршку једног артиљеријског дивизиона. Већ послије подне заузела је Товарник и Илинце. Увођењем у борбу резервне 48. македонске дивизије обезбијеђен је продор фронта. Уопштено, први дан офанзиве донио је успјех који је превазишао очекивања. Дијелови њемачког 34. армијског корпуса, који су претрпјели значајне губитке, повукли су се ноћи 13. априла на Винковачке положаје, које су планирали упорно бранити. Међутим, 21. српска и 48. македонска дивизија, уз подршку тенкова, пробиле су њемачку одбрану и 13. априла око 17.30 часова ослободиле Винковце. Истог дана увече, командант Групе армија „Е” наредио је трупама 34. армијског корпуса да повуку трупе из рејона Винковци, Жупања и Осијек на линију Валпово — Ђаково — Врпоље — Јаруге. У ноћи 13. на 14. април, јединице Јужне оперативне групе, које су дејствовале од 12. априла на уском подручју мочварног терена између Саве и Врбање и биле лишене слободе маневара, полако савлађују отпор противника, ослободиле су Жупању, Храдиште и Церну. Заузимање Винковаца и Жупање трупама 1. армије завршен је пробој Сремског фронта до читаве његове дубине и отворен пут за напредовање ка Славонском Броду и даље ка Загребу. Уз то, 3. армија је у периоду од 12. априла до 14. априла форсирала Драву и Дунав, пробила противничку одбрану на десној обали ових ријека од Валпова до Даља и заузела рејон Осијека. То је осујетило план команде 34. армијског корпуса да заузме линију одбране на линији Валпово — Ђаково. Тако је вишемјесечна борба на Сремском фронту завршена побједом Југословенске армије. Нанијета је велика штета њемачко-хрватским трупама, иако због застоја трупе 3. армије и Јужне оперативне групе у форсирању Драве и Саве није могао да се оствари циљ опкољавања и уништења сремске противничке групе, као и недостатак моторизованих јединца у Југословенској армији, што је довело до успоравања напредовања.

## Каснији догађаји
Након пробоја Сремске утврђене зоне и заузимања Винковаца, команда 1. армије је дошла до закључка да је највећи дио противничких снага на Сремском фронту уништен, а преостале јединице 34. корпуса неће моћи пружити озбиљан отпор до Славонског Брода. 1. армија у великој мјери није одмах искористила јаз у оперативном формирању противника сјеверно од Ђакова, који је настао као резултат пробоја фронта и као резултат дејства из позадине 6. славонског корпуса. Истовремено, штаб 1. армије концентрише своје напоре на од Нијемаца најтеже брањени правац Ђаково — Славонски Брод. Ова одлука је довела до неочекиваног развоја ситуације за Југословене, губитка времена, темпа дејства и великог губитка живота.
Југословенска офанзива на Сремском фронту почела је раније него што су Нијемци очекивали и била је четири дана испред планова команде Групе армија „Е” за организована повлачење на запад из Срема и источне Славоније. То је онемогућило Нијемце да систематски заузму нову линију одбране Славонски Брод — Осијек. Брзо напредовање Југословена и губитак важног одбрамбеног средишта Винковаца, пријетили су да пресјеку путеве повлачења трупа 21. корпуса брдске армије из Босне кроз Славонски Брод. Дакле, послије 12. априла 1945, према дефиницији историчара Карла Хниликија, главни напори Групе армија „Е” били су усмјерени на борбу за „ослобађање њемачких трупа из ’босанске вреће’” и одбрану положаја источно од Славонског Брода до времена када дјелови 21. корпуса неће прећи из долине Босне на лијеву обалу Саве.
У условима жилаве њемачке покретне одбране и недостатка моторизованих јединица међу Југословенима, 1. армија није била у стању да са крила обухвати противника и уништи га. Поред тога, након ослобођења Винковаца, 2. тенковска бригада била је принуђена да се заустави због недостатка горива и мазива и само је дјелимично ушла у битка у рејону Плетернице. Дивизије 1. армије које су се кретале пјешице нису имале времена да тјерају противника, који се слободно повлачио са једне линије одбране на другу. Бригаде 1. армије, сваки пут на новој граници, наилазиле су на снажан отпор противника и претрпјели велике губитке. Упорном одбраном линије Винковци — Славонски брод, 34. армијски корпус успио је да задржи 1. армију скоро седам дана и обезбиједи потребно вријеме да 21. армијски корпус напусти долину Босне. Јединице 1. армије успјеле су да заузму Славонски Брод тек 20. априла. Долазеће јединице 21. корпуса значајно су појачале трупе Групе армија „Е” на Савком правцу и тиме отежале даље напредовање 1. армије у правцу Загреба, приморавајући је да стално организује нове нападе који су захтијевали вријеме и досљедно трошење снаге.

## Исход
Према закључку историчара Драгољуба Тмушића, према интензитету, међусобним губицима и трајању (172 дана), борбе на Сремском фронту биле су најтеже за цио период Народноослободилачког рата Југославије. Тмушић примјећује изузетну жестину битака, као и чињеницу да су се у веома тешким условима фронталног рата технички боље опремљеним њемачким трупама супротставиле јединице НОВЈ, које су се углавном састојале од неискусних регрута.
Пробијањем Сремског фронта створени су услови за одлучну офанзиву Југословенске армије на запад ка Загребу и Словенији, што је довело до ослобођења цијеле територије Југославије од њемачких окупатора и ликвидације Независне Државе Хрватске.
Операција пробоја Сремске утврђене зоне изведена је по класичним принципима Другог свјетског рата, коришћеним на совјетско-њемачком фронту. Према историчару Гају Трифковићу, пробој је био замишљен као велика битка за уништење у совјетском стилу, „тест зрелости” за нову регуларну Југословенску армију. Иако је већ првог дана пробијена снажна њемачка линија одбране, „лоша координација дејстава и недостатак савремене технике међу Југословенима” омогућили су противнику да избјегне опкољавање.
Истовремено, према закључку историчара Бранка Петрановића, било је немогуће пробити линију Сремског фронта док је он бранио бок њемачке одбране у Мађарској. Тек послије побједе Црвене армије код Будимпеште и успјешног напада на Беч почетком априла 1945. услиједио је пробој Сремског фронта.
На Сремском фронту, НОВЈ се суочио са новим облицима борбених дејстава у којима до тада није учествовао — фронтални сукоб и позиционо ратовање. Начелник анго-америчке војне мисије бригадни генерал Фицрој Маклејн је из тог разлога примјетио да је вријеме „романтичних ратова” прошло, мислећи на претходну герилску етапу народноослободилачке борбе. Истовремено, југословенске формације су се највећим дијелом састојале од недавно мобилисане омладине из ослобођених крајева земље, која није прошла војну обуку и због тога масовно гинула у условима за које није била спремна.
Током читавог периода борбених дејстава, њемачко-хрватске трупе изгубиле су, према доступним процјенама, око 30.000 људи. Број погинулих војника Народноослободилачке војске Југославије (Југословенска армија од 1. марта 1945) није прецизно утврђен и, према различитим изворима, креће се од 10.000—15.000 до 30.000. Списак жртава битака на Сремском фронту допуњен је са 1.100 погубних совјетских, 630 бугарских и 163 италијанска војника.
Према историчару Клаусу Шмидеру, потреба за пробијање Сремског фронта у вријеме када су совјетске трупе већ биле близу Беча и Берлина може се сматрати „у најмању руку сумњивом” са стратешког становишта. Према историчару, мотиви за ову одлуку постају јасни с обзиром на Титове страхове да би „његови унутрашњи југословенски противници ипак могли пронаћи начин да у посљедњем тренутку придобију подршку западних савезника и тако га спријече да успостави пуну контролу над читавом територијом бивше Краљевине Југославије, чему је тежио од 1941. године”.

## Сјећање на Сремски фронт
Спомен-обиљежје „Сремски фронт” отворено је 8. маја 1988. у селу Адашевци, код Шида, и представља посљедњи споменик у социјалистичкој Југославији посвећен сјећању на народноослободилачку борбу. За крај седамдесетих и осамдесетих година 20. вијека везују се и публикације писаца и историчара посвећене сложеној и противрјечној теми Сремског фронта.
Тема Сремског фронта јавља се у култном роману „Књига о Милутину” (1985) српског писца Данка Поповића, као и у његовој збирци есеја и бесједа „Време лажи” (1990). Мотив Сремског фронта присутан је у пјесми Борисава Боре Ђорђевића „Збогом Србијо”.
Проблематика Сремског фронта једна је од тема на којима се у Србији гради култура сјећања на догађаје из Другог свјетског рата у Југославији. У најновијој српског историографији и публицистици тема Сремског фронта постала је предмет расправе, укључујући и политички сврхе. Главна спорна питања су значај и цјелисходност Сремског фронта на самом крају рата, када је био познат његов исход, као и потреба толиког броја жртава за побједу над противником. Спор се води и око броја жртава на Сремском фронту, пошто је, према историчару Предрагу Вајагићу, бројевима најлакше манипулисати у политичке сврхе.
Догађаји на Сремском фронту интерпретирани су у телевизијским документарцима и одражени у 22. епизоди „Мај 1945.” у серијалу филмова „Југославија у рату 1941—1945.”, настала у продукцији Радио-телевизије Србије у периоду 1991—1992. Аутори епизоде су Божидар Николић и Божидар Зечевић. Николић у филму закључује да је Сремски фронт трагедија у којој су страдали младићи који нису прошли војну обуку — читаве класе београдских гимназија и других мјеста у Србији.
Погибија српске омладине на Сремском фронту описана је у телевизијском филму „Бољшевички експеримент” серијала „Тито: црвено и црно”, настао у продукцији РТС-а 2007. поводом двадесет пете годишњице од смрти Јосипа Броза Тита.